# Arianna De Masi
Arianna De Masi (Castel San Giovanni, 2 giugno 1999) è una velocista italiana.

## Biografia
Nata a Castel San Giovanni in provincia di Piacenza, paese di origine della mamma si è trasferita da giovane a Milano. Ha iniziato a praticare nuoto e poi rugby dove un allenatore, viste le sue doti di velocità, ad undici anni l'ha spinta verso verso l'atletica leggera all'Atletica Riccardi. Durante la stagione indoor 2024 si è migliorata con 7"37 sui 60 metri piani ed è scesa a 11"30 sui 100 metri piani. Ha debuttato con la nazionale italiana alle World Relays di Nassau centrando la qualificazione olimpica con la staffetta 4x100 m. Successivamente ha partecipato ai Giochi Olimpici di Parigi dove è giunta 13ª nelle batterie della staffetta 4x100 m. 
A febbraio 2025 viene convocata per partecipare ai campionati europei indoor di Apeldoorn nei Paesi Bassi.

## Progressione

### 60 metri piani
| Stagione | Misura  | Luogo      | Data      | Rank. Mond. |
| -------- | ------- | ---------- | --------- | ----------- |
| 2025     | 7"30(i) | Ancona     | 23-2-2025 |             |
| 2024     | 7"37(i) | Ancona     | 18-2-2024 |             |
| 2022     | 7"50(i) | Padova     | 6-2-2022  |             |
| 2021     | 7"66(i) | Ancona     | 6-2-2021  |             |
| 2020     | 7"62(i) | Magglingen | 25-1-2020 |             |
| 2019     | 7"78(i) | Magglingen | 26-1-2019 |             |
| 2018     | 7"66(i) | Magglingen | 20-1-2018 |             |
| 2017     | 7"77(i) | Magglingen | 28-1-2017 |             |
| 2016     | 7"89(i) | Padova     | 17-1-2016 |             |
| 2015     | 7"95(i) | Ancona     | 14-2-2015 |             |

### 100 metri piani
| Stagione | Misura | Luogo      | Data      | Rank. Mond. |
| -------- | ------ | ---------- | --------- | ----------- |
| 2024     | 11"26  | Roma       | 18-5-2024 |             |
| 2023     | 11"77  | Mondovì    | 2-6-2023  |             |
| 2022     | 11"70  | Pavia      | 12-6-2022 |             |
| 2021     | 11"72  | Grosseto   | 11-6-2021 |             |
| 2020     | 11"97  | Grosseto   | 18-9-2020 |             |
| 2019     | 11"90  | Modena     | 25-4-2019 |             |
| 2018     | 11"84  | Agropoli   | 1-6-2018  |             |
| 2017     | 12"07  | Savona     | 25-5-2017 |             |
| 2016     | 12"11  | Bressanone | 15-5-2016 |             |
| 2015     | 12"05  | Milano     | 19-6-2015 |             |

### 200 metri piani
| Stagione | Misura | Luogo           | Data      | Rank. Mond. |
| -------- | ------ | --------------- | --------- | ----------- |
| 2024     | 23"27  | La Spezia       | 30-6-2024 |             |
| 2022     | 24"25  | Pavia           | 12-6-2022 |             |
| 2021     | 24"70  | Saronno         | 30-5-2021 |             |
| 2020     | 25"00  | Grosseto        | 19-9-2020 |             |
| 2019     | 24"92  | Olgiate Olona   | 14-4-2019 |             |
| 2017     | 25"44  | Bergamo         | 7-5-2017  |             |
| 2016     | 25"48  | Milano          | 2-6-2016  |             |
| 2015     | 25"83  | Mariano Comense | 3-5-2015  |             |

## Palmarès
| Anno | Manifestazione  | Sede      | Evento     | Risultato      | Prestazione | Note  |
| ---- | --------------- | --------- | ---------- | -------------- | ----------- | ----- |
| 2024 | World Relays    | Nassau    | 4x100 m    | Qual. olimpica | 42"60       | [ 6 ] |
| 2024 | Europei         | Roma      | 4x100 m    | Batteria       | 43"27       |       |
| 2024 | Giochi olimpici | Parigi    | 4x100 m    | Batteria       | 43”03       | [ 7 ] |
| 2025 | Europei indoor  | Apeldoorn | 60 m piani | Batteria       | 7"31        | [ 8 ] |

## Campionati nazionali
2015
- 5ª in semifinale ai campionati italiani allievi indoor (Ancona), 60 m piani - 7"95
- 4ª ai campionati italiani allievi (Milano), 100 m piani - 12"13[9]

2016
- 6ª in semifinale ai campionati italiani allievi indoor (Ancona), 60 m piani - 7"95
- 4ª in batteria ai campionati italiani allievi indoor (Ancona), 200 m piani - 26"31
- Argento ai campionati italiani allievi (Jesolo), 100 m piani - 12"34
- 4ª ai campionati italiani allievi (Jesolo), 200 m piani - 25"76

2017
- 6ª in semifinale ai campionati italiani juniores indoor (Ancona), 60 m piani - 7"89
- 2ª in semifinale ai campionati italiani juniores indoor (Ancona), 200 m piani - 25"59

2018
- 6ª in semifinale ai campionati italiani juniores indoor (Ancona), 60 m piani - 7"83
- 6ª ai campionati italiani juniores (Agropoli), 100 m piani - 11"87[10]

2019
- 5ª in semifinale ai campionati italiani promesse indoor (Ancona), 60 m piani - 7"80
- 6ª ai campionati italiani promesse (Agropoli), 100 m piani - 12"10

2020
- 8ª ai campionati italiani promesse (Grosseto), 100 m piani - 11"97

2021
- Bronzo ai campionati italiani promesse (Grosseto), 100 m piani - 11"39[11]
- 18ª in batteria ai campionati italiani assoluti (Rovereto), 100 m piani - 12"11

2022
- 12ª in batteria ai campionati italiani assoluti indoor (Ancona), 60 m piani - 7"51[12]
- 11ª in batteria ai campionati italiani assoluti (Rieti), 100 m piani - 11"87[13]

2023
- 7ª ai campionati italiani assoluti (Molfetta), 100 m piani - 11"84[14]

2024
- 7ª ai campionati italiani assoluti indoor (Ancona), 60 m piani - 7"37 [15]
- Argento ai campionati italiani assoluti (La Spezia), 100 m piani - 11"28[16]

2025
- 7ª ai campionati italiani assoluti indoor (Ancona), 60 m piani - 7"30 [17]

## Altre competizioni internazionali
2015
- 4ª nella batteria al Festival olimpico della gioventù europea ( Tbilisi), 100 m piani - 12"39
- 5ª nella batteria al Festival olimpico della gioventù europea ( Tbilisi), staffetta 4x100 m piani - 48"85